# Saccoglossus ruber
Saccoglossus ruber är en djurart som tillhör fylumet svalgsträngsdjur, och som beskrevs av Tattersall 1905. Saccoglossus ruber ingår i släktet Saccoglossus och familjen Harrimaniidae. Arten har ej påträffats i Sverige. Inga underarter finns listade i Catalogue of Life.